# Pseudomicrodynerus anatolicus
Pseudomicrodynerus anatolicus är en stekelart som beskrevs av Bl. Pseudomicrodynerus anatolicus ingår i släktet Pseudomicrodynerus och familjen Eumenidae. Inga underarter finns listade i Catalogue of Life.